# EN-280
A Estrada Nacional nº 280, mais conhecida pelo seu prefixo EN-280, é uma rodovia do tipo transversal angolana, que atravessa o país de oeste a leste. Segundo as disposições do plano nacional rodoviário, liga a cidade de Moçâmedes (distrito urbano do Sacomar), na província do Namibe, à cidade de Dima (comuna de Cutuile), na província de Cuando.
Com cerca de 1254,4 km de extensão, é o principal eixo entre o sudoeste e o sudeste do país, além de ser uma ligação importante do litoral com as províncias do sul do país. Parte do seu percurso é via auxiliar ao Caminho de Ferro de Moçâmedes.
Não é pavimentada em toda a sua extensão. Grande parte do seu percurso ainda encontra-se com problemas herdados da Guerra Civil Angolana e da Guerra de Independência de Angola, como pavimentação asfáltica precária, pontes deterioradas e falta de sinalização.

## Traçado
Todo o seu trajeto se dá num sentido oeste-leste; saindo do distrito do Sacomar, na cidade de Moçâmedes, indo até o entroncamento de Miramar, onde cruza com a EN-100, a rodovia segue até a vila de Caraculo, alcançando o trecho sinuoso e perigoso da Serra da Leba. Pouco depois de transpor a Serra da Leba, a rodovia chega nas cidades de Humpata e Lubango, nesta última interceptando a rodovia EN-105. Ao deixar o Lubango, a EN-280 chega até Quipungo, Matala (onde cruza com a rodovia EN-110) e Capelongo, onde intercepta a Rodovia Transafricana 3/EN-120. Saindo do Capelongo, a rodovia segue até Cutato, Cuchi e Menongue, quando cruza com a EN-140. Segundo para o leste, a rodovia chega nas localidades de Longa (onde intercepta a EN-160) e Cuito Cuanavale, tornando-se o único tramo rodoviário oficial que chega às localidades de Mavinga, alcançando o território municipal de Dima, na comuna de Cutuile, o seu termo final.